# Liste der Biografien/So
Liste der Biografien |
Portal Biografien |
Personensuche
# |
A |
B |
C |
D |
E |
F |
G |
H |
I |
J |
K |
L |
M |
N |
O |
P |
Q |
R |
S |
T |
U |
V |
W |
X |
Y |
Z |
?
 
Sa |
Sb |
Sc |
Sd |
Se |
Sf |
Sg |
Sh |
Si |
Sj |
Sk |
Sl |
Sm |
Sn |
So |
Sp |
Sq |
Sr |
Ss |
St |
Su |
Sv |
Sw |
Sy |
Sz
 
Soa |
Sob |
Soc |
Sod |
Soe |
Sof |
Sog |
Soh |
Soi |
Soj |
Sok |
Sol |
Som |
Son |
Soo |
Sop |
Sor |
Sos |
Sot |
Sou |
Sov |
Sow |
Sox |
Soy |
Soz
Die Liste der Biografien führt alle Personen auf, die in der deutschsprachigen Wikipedia einen Artikel haben. Dieses ist eine Teilliste mit 15 Einträgen von Personen, deren Namen mit den Buchstaben „So“ beginnt.

## So
- So Delgado Pinto, Danila (* 2001), spanische Handballspielerin
- So Phim († 1978), kambodschanischer Politiker und Militärführer
- So Tiong, Jann Gefrey (* 2002), philippinischer Eishockeyspieler
- Sŏ, Chŏng-ju (1915–2000), südkoreanischer Schriftsteller
- So, Chun Hong (* 1993), hongkong-chinesischer Sprinter
- So, Daniel, philippinischer Badmintonspieler
- So, Eric (* 1968), hongkong-chinesischer Künstler, Mitbegründer der Kunstrichtung Urban Vinyl
- So, Hyok-chol (* 1982), nordkoreanischer Fußballspieler
- So, Joo-yeon (* 1993), südkoreanische Schauspielerin und Model
- So, Kwang-chol (* 1987), nordkoreanischer Fußballspieler
- Sō, Shigeru (* 1953), japanischer Marathonläufer
- Sō, Shiseki (1712–1786), japanischer Maler der Nanpin-Schule
- Sō, Takeshi (* 1953), japanischer Marathonläufer
- So, Tszwai (* 1981), britischer Architekt und Designer
- So, Wesley (* 1993), philippinischer SchachgroßmeisterWesley So (* 1993)

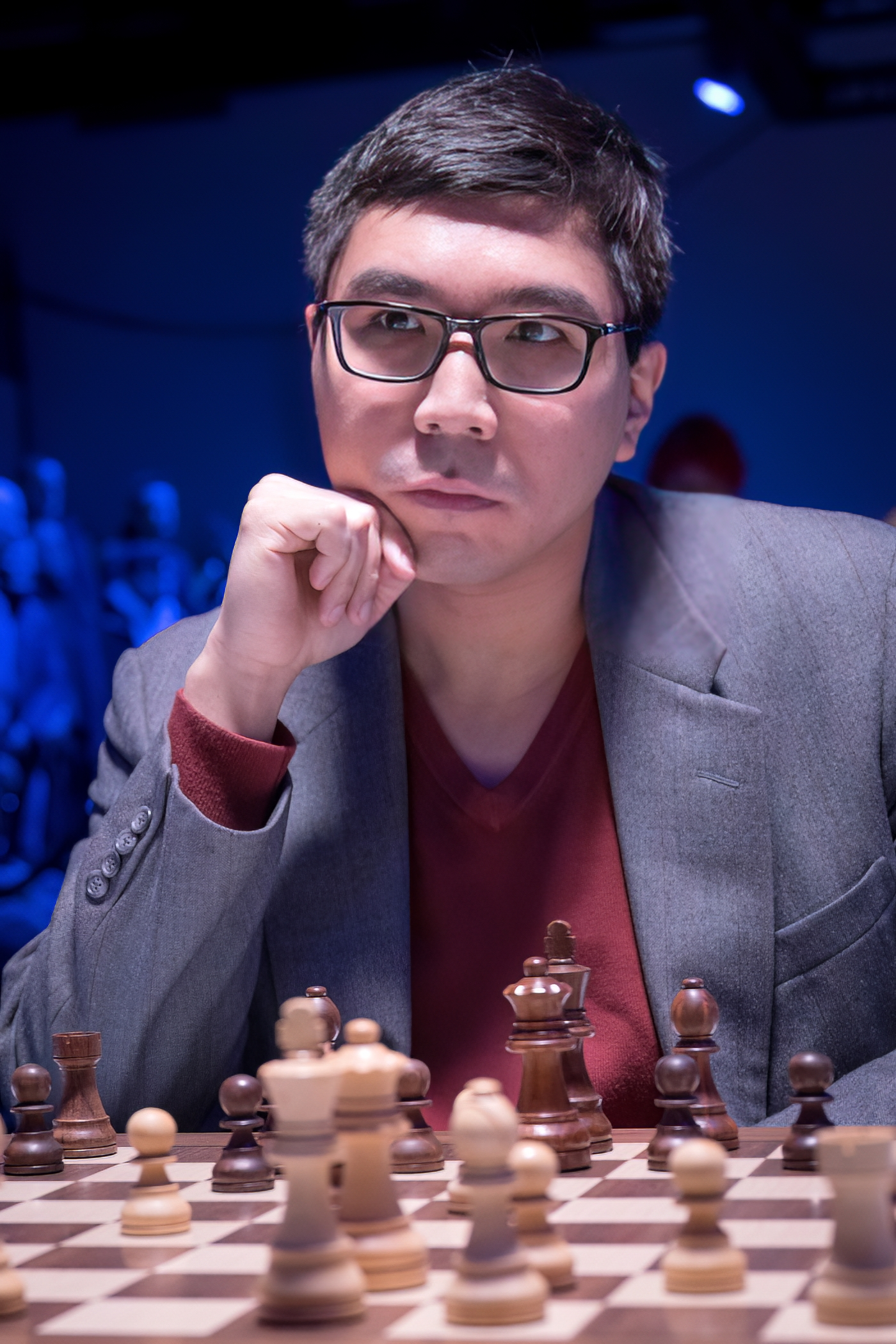
Wesley So (* 1993)